# 49 ngày (phim truyền hình Hàn Quốc)
49 ngày (Hangul: 49일) là một bộ phim truyền hình Hàn Quốc thuộc thể loại viễn tưởng, phát sóng bởi SBS vào năm 2011. Bộ phim kể về một cô gái trên đường đi thì tai nạn giao thông, cô có hy vọng sống nếu trong hành trình 49 ngày tìm ra ba giọt nước mắt thật lòng yêu thương cô.

## Tóm tắt
Cuộc sống của Ji-Hyun (Nam Gyu-ri thủ vai) có vẻ là hoàn hảo như trong tiểu thuyết. Cha mẹ cô yêu mến cô và bạn bè của cô tất cả dường như ngưỡng mộ cô. Ji-Hyun cũng đính hôn và chuẩn bị kết hôn với vị hôn phu của cô Min-Ho (Bae Su-bin thủ vai) trong chỉ trong một vài ngày nữa. Trong khi đó, Yi-Kyung (Lee Yo-won thủ vai) là một phụ nữ là hoàn toàn quẫn trí hơn cuộc sống của cô sau khi bạn trai của cô đã chết trong một tai nạn, và thường xuyên nghĩ đến việc tự tử. Cô làm việc ca đêm tại một cửa hàng thuận tiện, trong khi ngủ vào buổi chiều.
Vào một ngày định mệnh, Yi-Kyung đi xe buýt và đi lang thang. Sau đó, cô đứng ở phía trước của một đường phố sầm uất và cố gắng tự tử bằng cách đi bước vào dòng xe đang chạy tới, khiến cho dòng xe tắc cứng. Vào thời điểm đó, ai đó đã cứu mạng sống cô bằng cách kéo cô ấy trở lại. Tại thời điểm này, Ji-Hyun, người đang lái xe gần đó, không thể đạp phanh và đụng vào một xe bán tải đã dừng lại ở giữa đường.
Một lúc sau, Ji-Hyun bước ra khỏi xe của cô trong sững sờ. Cô bị sốc khi nhìn thấy cơ thể của cô bị cáng vào xe cứu thương. Người duy nhất dường như nhận thấy cô ấy đứng ở đường là một người đàn ông trên một xe gắn máy. Người đàn ông trên xe gắn máy là Scheduler (Jung Il Woo thủ vai) - một thiên sứ của những loại người mất linh hồn tới các điểm đến nơi an nghỉ cuối cùng của họ.
Ji-Hyun theo sau cơ thể của mình vào xe cứu thương và quan sát khi các nhân viên y tế cố gắng cứu sống cô. Tại bệnh viện, Ji-Hyun gặp Scheduler một lần nữa. Scheduler cho Ji-Hyun rằng kể do không thời điểm đó không phải là thời điểm cô phải chết theo số, cô được cho ra một cơ hội để phục hồi từ tình trạng sống thực vật. Điều đó có nghĩa, nếu cô thành công trong sứ mệnh của mình: cô ấy phải thu thập ba giọt nước mắt tinh khiết từ ba người thật sự yêu cô ấy, ngoài gia đình, trong vòng 49 ngày tới. Ji-Hyun ngay lập tức nghĩ rằng vị hôn phu của cô và hai người bạn tốt nhất và chắc chắn sẽ khóc vì cô và giúp cô sống lại. Ji-Hyun sau đó nhập vào xác của Yi Kyung tự tử trong khi tìm kiếm ba người đó thân có ba giọt nước mắt thuần khiết. Ji-Hyun nhận được một công việc tại một nhà hàng thuộc sở hữu của người bạn học trung học Han Kang (Jo Hyeon Jae thủ vai).
Tại thời điểm này, ký ức của Ji-Hyun bắt đầu trở lại với cô. Trước khi tai nạn xảy ra, Ji-Hyun nhớ là mình đang đi gặp bạn bè thân nhất của để khoe váy phù dâu, cô đã chọn cho cô ấy. Khi cô đến, Ji-Hyun đã nhìn thấy người bạn thân nhất của cô và vị hôn phu của cô ngồi mật thiết với nhau trong một chiếc xe hơi. Cô sau đó đã được lái xe đối đầu với họ khi tai nạn xảy ra. Cuối cùng đến giác quan của mình về sự phản bội mình, Ji-Hyun nhận ra rằng không dễ để cô tìm thấy ba người thực sự yêu cô ấy.

## Diễn viên chính
- Lee Yo Won Song Yi Kyung / Shin Ji Min (Ysabelle Song / Danica Shin)
- Nam Gyu Ri trong vai Shin Ji Hyun (Dianne Shin)
- Jo Hyun-jae Han Kang (Dave Han)
- Bae Su-bin trong vai Kang Min Ho (Raymond Kang)
- Jung Il Woo trong vai Scheduler / Song Yi Soo (Scheduler / Jake Song)
- Seo Ji Hye trong vai il Jung (Kayla Shin)

## Diễn viên phụ
- Choi Jung Woo trong vai Shin Il Shik (cha của Ji Hyun) (Peter Shin)
- Yoo Ji In trong vai mẹ của Ji Hyun (Lorainne Shin)
- Bae Geu Rin như Park Seo Woo (Jackie Park)
- Son Byung Ho Oh Hae Won (Danny Oh)
- Moon Hee Kyung Bang Hwa Joon (Juliet Bang)
- Kang Sung Min Không có Bin Kyung
- Yoon Bong Gil trong vai Cha Jin Young
- Kim Ho Chang trong vai Ki Joon Hee
- Ye Jin Sol Ma Soon Jung
- Lee Jong Min trong vai Go Mi Jin

## Episode Ratings
| Ngày       | Episode | Toàn quốc   | Seoul      |
| ---------- | ------- | ----------- | ---------- |
| 2011-03-16 | 01      | 8.1 (18th)  | 9.5 (15th) |
| 2011-03-17 | 02      | 8.0         | 9.5 (12th) |
| 2011-03-23 | 03      | 8.8 (16th)  | 10.7 (9th) |
| 2011-03-24 | 04      | 10.2 (14th) | 12.2 (9th) |
| 2011-03-30 | 05      | 10.2 (9th)  | 13.2 (5th) |
| 2011-03-31 | 06      | 10.5 (12th) | 12.8 (7th) |
| 2011-04-06 | 07      | 10.0 (9th)  | 12.5 (5th) |
| 2011-04-07 | 08      | 10.5 (13th) | 12.8 (7th) |
| 2011-04-13 | 09      | 10.0 (9th)  | 12.1 (5th) |
| 2011-04-14 | 10      | 10.8 (8th)  | 13.3 (6th) |
| 2011-04-20 | 11      | 11.0 (5th)  | 13.7 (3rd) |
| 2011-04-21 | 12      | 12.3 (5th)  | 15.1 (4th) |
| 2011-04-27 | 13      | 12.3 (4th)  | 14.3 (3rd) |
| 2011-04-28 | 14      | 11.9 (4th)  | 13.8 (4th) |
| 2011-05-04 | 15      | 14.0 (3rd)  | 17.4 (3rd) |
| 2011-05-05 | 16      | 14.5 (3rd)  | 16.2 (3rd) |
| 2011-05-11 | 17      | 15.2 (3rd)  | 19.1 (3rd) |
| 2011-05-12 | 18      | 12.7 (3rd)  | 15.4 (3rd) |
| 2011-05-18 | 19      | 15.8 (3rd)  | 19.4 (1st) |
| 2011-05-19 | 20      | 17.1 (2nd)  | 19.9 (1st) |
| Average    | Average | 11.7%       | 14.1%      |

## Chủ đề thần học
Tình yêu thuần khiết hoặc 49 ngày khám phá liên kết của tất cả mọi thứ, mệnh số phận, trừ tà, và các chủ đề tâm linh khác. Phim truyền hình được lấy cảm hứng từ Shaman giáo Triều Tiên là một linh hồn thường đi lang thang trên mặt đất cho 49 ngày và sau đó di chuyển sang kiếp sau, do đó tham khảo liên quan Phật giáo (một lần một tôn giáo đa số Hàn Quốc) những ý tưởng như hóa thân và nghiệp. Địa điểm cũng có nhịp điệu thần học - nhà hàng núi Thiên Đường và Số phận của Han Kang, nơi Ji Hyun và Min Ho lần đầu tiên gặp nhau. Tuy nhiên, sự tha thứ, tình yêu thật sự, và số lượng của ba gợi nhớ đến của Chúa ba ngôi của (chủ đề Thiên chúa giáo) là trung tâm của việc Ji Hyun đang có những giọt nước mắt chân thật. Khi Ji Hyun hỏi liệu Scheduler là nam giới, ông trả lời rằng, phân biệt đối xử như vậy không được thực hành trong kiếp sau, một khái niệm trong Galatia 3:27. Scheduler cũng đề cập đến "cứ gõ và cửa sẽ được mở ra cho bạn," vang vọng Matthew 07:07.